# Give Peace a Chance
"Give Peace a Chance" là ca khúc được viết bởi John Lennon tại Montréal, Canada (vẫn được ghi dưới tên Lennon-McCartney), được phát hành dưới dạng đĩa đơn bởi Apple Records với sự thể hiện Plastic Ono Band trong tuyển tập Apple 13 ở Anh, và tuyển tập Apple 1809 tại Mỹ. Đây là đĩa đơn solo đầu tiên của Lennon, được phát hành khi anh vẫn đang là thành viên của The Beatles và trở thành giai điệu chính của phong trào phản chiến những năm 1970. Ca khúc có được vị trí số 14 ở Billboard Hot 100 và số 2 ở UK Singles Chart.

## Xếp hạng
| Bảng xếp hạng (1969)        | Vị trí cao nhất |
| --------------------------- | --------------- |
| Austria Ö3 Austria Top 40   | 2               |
| Belgium Ultratop            | 2               |
| Canadian RPM Singles Chart  | 8               |
| German Media Control Charts | 4               |
| Netherlands MegaCharts      | 1               |
| Norway VG-lista             | 11              |
| Switzerland Music Charts    | 4               |
| UK Singles Chart            | 2               |
| US Billboard Hot 100        | 14              |